# (8519) 1992 DB10
1992 دي بي 10 (ويعرف أيضًا باسم (8519) 1992 دي بي 10 وفق تسمية الكوكب الصغير) (بالإنجليزية: 1992 DB10)‏ هو كويكب ضمن حزام الكويكبات؛ وترتيبه 8519 من حيث الاكتشاف.
اكتُشف هذا الجُرم الفلكي بواسطة مسح أوبسالا-إسو للكويكبات والمذنبات ‏ في 29 فبراير 1992.

## وصلات خارجية
- (8519) 1992 DB10 في قاعدة بيانات مختبر الدفع النفاث لأجرام النظام الشمسي الصغيرة

- الاكتشاف · مخطط المدار ·  العناصر المدارية · المعلمات المادية

- (8519) 1992 DB10 على موقع ويكي سكاي: DSS2, SDSS, GALEX, IRAS, Hydrogen α, X-Ray, Astrophoto, Sky Map, Articles and images